# Dévaványa
Dévaványa is een plaats (város) en gemeente in het Hongaarse comitaat Békés. Dévaványa telt 8986 inwoners (2001).